# William Kincaid (Flötist)
William Morris Kincaid (* 26. April 1895 in Minneapolis; † 27. März 1967 in Philadelphia) war ein US-amerikanischer Flötist und Hochschullehrer.

## Leben
William Kincaid verbrachte einen Teil seiner Kindheit auf Hawaii und begann im Alter von acht Jahren mit dem Flötenspiel. Ab 1911 studierte er am Institute of Musical Art in New York und wurde Schüler von Georges Barrère. Von 1913 bis 1918 spielte er in der New York Symphony Society unter Walter Damrosch. Nach kurzem Wehrdienst in der Navy spielte er von 1918 bis 1921 bei der New Yorker Kammermusikgesellschaft. 1921 wurde Kincaid auf ein Angebot Leopold Stokowskis hin Soloflötist des Philadelphia Orchestra und hielt diese Position bis zur Pensionierung 1960 inne. Durch zahlreiche solistische Auftritte trug er zur Akzeptanz der Flöte als Soloinstrument wesentlich bei.
Kincaid war außerdem von 1952 bis 1957 Mitglied des Philadelphia Woodwind Quintet und unterrichtete am Curtis Institute of Music seit dessen Gründung 1924 bis ins Jahr 1967. Zu seinen Schülern zählten viele später erfolgreiche Flötisten, darunter Donald Peck und Elaine Shaffer.